# Sofía Villa de Buentello
Sofía Villa de Buentello (1892–7 de febrero de 1958) fue una escritora y feminista mexicana que lideró la facción de feministas moderadas en la década de 1920; formó parte de los inicios del movimiento por el sufragio femenino en México y fue una de las primeras mujeres en analizar la igualdad de hombres y mujeres ante la ley. Fue cofundadora de organizaciones feministas, como la unión cooperativa «Mujeres de la raza», que creó junto a Elena Arizmendi Mejía.

## Biografía
A pesar de que Sofía Villa de Buentello fue una figura destacada en los inicios del Feminismo en México, no se conoce mucho de su vida personal, Ramos Escandón cree que fue maestra, como la mayoría de las asistentes al Primer Congreso Feminista de México celebrado en Mérida, Yucatán, en 1916; ya que era requisito que las concurrentes fueran mujeres con educación. Sus publicaciones la registran como «profesora», aunque otras fuentes afirman que era abogada, sin embargo, la propia Villa de Buentello indicó en una entrevista realizada para The New York Times en 1925, que contaba solamente con educación secundaria. Si bien era una mujer casada y con hijos —sus libros están dedicados a su marido, Edmundo E. Buentello y sus hijos Miguel Edmundo y Sofía—, no era una esposa sumisa. Se pronunció públicamente con la intención de modificar la dependencia marital de las mujeres y los límites domésticos que la sociedad les asignaba.
Poco después del congreso, la «Ley de Relaciones Familiares» del presidente Venustiano Carranza se aprobó en 1917. En su análisis de la legislación, Villa de Buentello señaló que antes de su aprobación, el Código Civil era discriminatorio. Por ejemplo, en el caso de hijos nacidos fuera del matrimonio, cuando una mujer entregaba a su bebé en adopción para evitar el estigma y la vergüenza, en los registros solo podía identificarse a la madre, ya que la ley anterior permitía las investigaciones de maternidad para que los huérfanos pudieran encontrar a sus madres biológicas, pero prohibía las investigaciones de paternidad.
En 1921 publicó un libro, La Mujer y la Ley, donde solicitaba que los hombres y mujeres fueran iguales ante la ley en México. Aunque el análisis tenía un tono moderado, Villa de Buentello afirmaba que sin importar el nivel social o económico todo el mundo debería ser visto en igualdad de circunstancias ante la ley. Tomando en cuenta que en esa época las mujeres no tenían derecho al sufragio, su obra fue considerada revolucionaria. Según Ramos Escandón, parece haber estado influenciada por la obra de Genaro García, un abogado que había manifestado una postura semejante 30 años antes.
A pesar de ser conocida por sus ideas no tan radicales, no era realmente tan moderada; junto a Elena Arizmendi Mejía creó una unión cooperativa llamada «Mujeres de la raza» en 1923, con el objetivo de unir a las mujeres de latinas en la lucha por sus derechos. En ese tiempo, América Latina era vista como el siguiente «escenario», ya que el sufragio femenino se había conseguido en Europa y Estados Unidos. Después de asistir a la Conferencia Panamericana de Mujeres de 1922, para Arizmendi quedó claro que las europeas y norteamericanas no entendían las realidades culturales de las mujeres hispanas. Villa de Buentello y Arizmendi pensaban que el matrimonio y la maternidad, parte integral de la identidad latina, hacían que la experiencia de ser mujer fuera «total».
Participó en la Convención Nacional de Mujeres celebrada el 27 de mayo de 1923 en la Ciudad de México. La conferencia fue organizada por la Liga Panamericana y rápidamente se dividió en dos facciones. El contingente radical de Yucatán, que instó a la convención a adoptar un programa que abogaba por la abolición del matrimonio, el amor libre, el control de la natalidad y la educación sexual, se alineó con Elena Torres Cuéllar y María del Refugio García a favor del divorcio. Villa de Buentello rechazó esta premisa y en cambio siguió luchando por los derechos legales de las mujeres dentro del matrimonio. Creía que el divorcio estigmatizaba a las mujeres y estaba en contra de él porque aunque las mujeres no tuvieran responsabilidad alguna, siempre que había un divorcio se consideraba que la mujer se había comportado de forma inadecuada y era castigada por la sociedad. Su postura moderada obtuvo el apoyo de la facción compuesta por profesoras, miembros de la sociedad de mujeres cristianas, la delegación de la Liga Panamericana y las asociaciones estadounidenses.
En la clausura de la Convención Nacional de Mujeres, Villa de Buentello y Arizmendi decidieron celebrar una junta de Mujeres de la raza y organizar una reunión de la Liga Internacional de Mujeres Ibéricas e Hispanoamericanas para 1925. Arizmendi utilizó sus contratos de prensa y la cobertura asegurada de The New York Times para promover el evento. El domingo 2 de marzo de 1924, un extenso artículo sobre el movimiento feminista en México titulado «New Women of Mexico Striving for Equality» apareció en el periódico, incluía una entrevista a Villa de Buentello en la que exponía un resumen de sus objetivos. La reunión se efectuó en la Ciudad de México en julio de 1925, con Villa de Buentello como presidenta de la Conferencia. Arizmendi fungió como secretaria general, pero no asistió debido a una diferencia de opinión con Villa. Estuvieron presentes: Rosa María Anders, una abogada cubana; Carmen de Burgos de España; Natalia Costa de Gori de Guatemala; Eva María V. de Gytina de Panamá; y María de Jesús Montenegro de Nicaragua, entre otras. De México había delegadas de Oaxaca y de San Luis Potosí; también acudieron,  Magdalena Salazar Venegas de la Universidad Nacional, Rosaura Sansores de la Liga de Maestros de Morelos y Rosa Torre González en representación del gobierno de Yucatán.
Villa de Buentello entró nuevamente en conflicto con Refugio García y las delegadas más radicales por sus puntos de vista sobre el matrimonio y durante la acalorada discusión clausuró la conferencia. Hubo protestas entre las delegadas, quienes se negaron a aceptar su decisión autocrática y continuaron trabajando. Las doce resoluciones finales se basaron en las tradiciones y los valores morales, una de ellas incluso proponía que las mujeres mayores sirvieran como guías morales para las mujeres más jóvenes durante los paseos. Solicitaron la igualdad civil, legal, social y económica, así como el derecho a votar y ocupar cargos públicos.
El trabajo de Villa de Buentello demuestra las contradicciones que existían al interior de este grupo de feministas. Por un lado, quería ampliar el área de influencia de las mujeres, y por el otro, quería permanecer dentro de los límites de la tradición. Quería que la fortaleza y capacidad de trabajo de las mujeres fueran reconocidos, pero solamente para que les dieran la libertad de expresarse dentro del matrimonio y la maternidad. Desafió la noción de liderazgo masculino, pero al mismo tiempo reconoció al esposo como cabeza del hogar. Abogó por la igualdad ante la ley, pero solo para que las mujeres tuvieran protección dentro de su matrimonio, sin importar que tan malo pudiera ser el matrimonio.
En 1929, Villa de Buentello solicitó al presidente Emilio Portes Gil que permitiera a las mujeres contabilizar los votos en las elecciones de noviembre de ese año.

## Obra
- La Mujer y la Ley. Pequeña parte tomada de la obra en preparación titulada "¡La Esclava se Levanta!. Estudio importantisimo para la mujer que desee su emancipación y para el hombre amante del bien y de la justicia (1921)
- La verdad sobre el matrimonio ... estudio importantisimo sobre la triste condición de la mujer en el matrimonio (1923)
- Derechos civiles de la mujer y ley de relaciones familiares (1923)